# Jim Jeffords

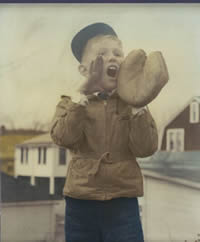
Jim Jeffords w wieku 7 lat

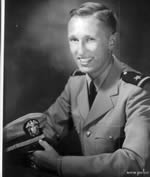
Jeffords w czasie służby w US Navy

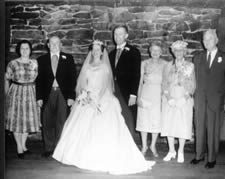
Ślub Jima i Elizabeth

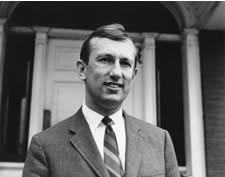
Stanowy senator Jim Jeffords

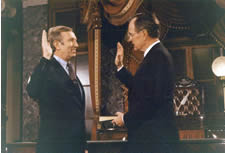
Senator Jeffords zaprzysięgany na pierwszą kadencję w 1989 przez wiceprezydenta George’a H.W. Busha

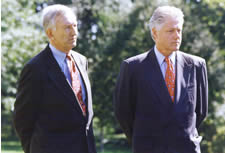
Senator Jeffords i prezydent Bill Clinton

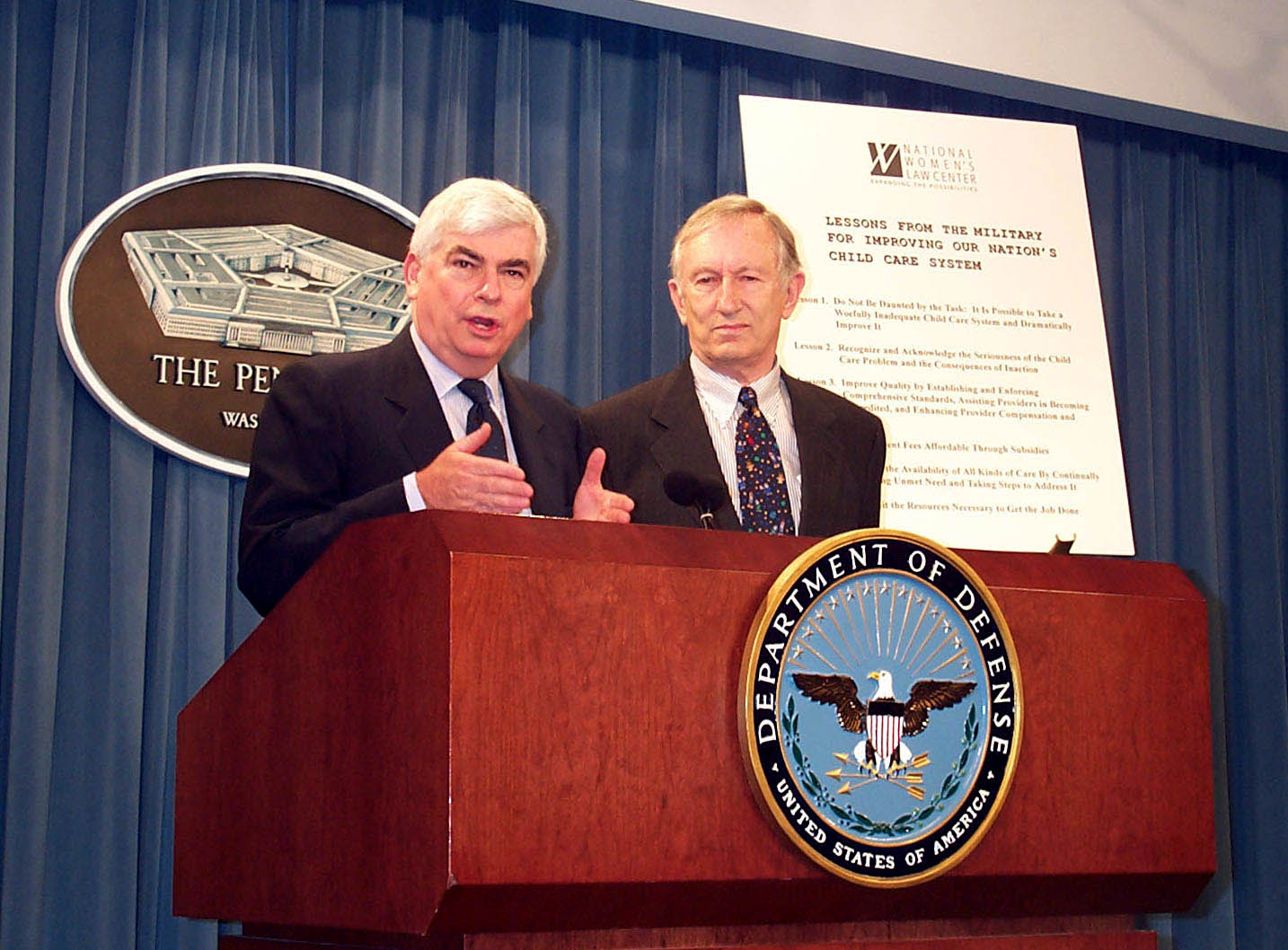
Senatorzy Jeffords i Christopher Dodd (demokrata z Connecticut)

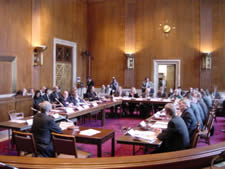
Jeffords przewodniczy komitetowi ds. środowiska

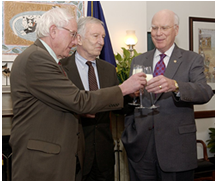
Delegacja kongresowa z Vermontu – senatorowie Jeffords, Patrick Leahy (D) i kongresmen Bernie Sanders (niezależny)

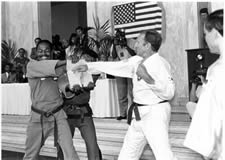
Senator odbiera swój czarny pas

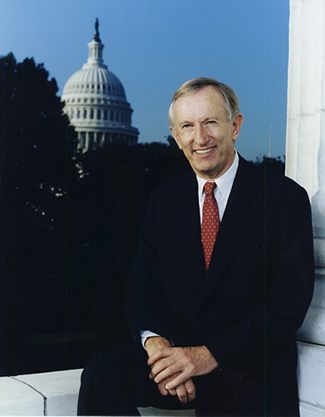
Inna wersja oficjalnego zdjęcia

Jim Jeffords, właśc. James Merrill Jeffords (ur. 11 maja 1934 w Rutland, zm. 18 sierpnia 2014 w Waszyngtonie) – amerykański polityk, w latach 1975–1989 członek Izby Reprezentantów, w latach 1989–2007 senator ze stanu Vermont.
Jeffords zaczynał karierę polityczną jako członek Partii Republikańskiej, ale z jej zdecydowanie liberalnego (lewicowego) skrzydła, z powodu czego wielokrotnie zdarzało mu się wyłamywać z partyjnej dyscypliny w większości konserwatywnego stronnictwa.
W czerwcu 2001 Jeffords przeszedł na stałe do historii amerykańskiej polityki, kiedy to na znak protestu przeciwko polityce prezydenta George’a W. Busha, opuścił szeregi partii i został jedynym niezależnym członkiem izby wyższej Kongresu, stowarzyszonym z demokratami. Dało to wówczas demokratom minimalną większość w izbie stosunkiem 51 do 49 głosów. Nigdy jeszcze w historii kraju zmiana arytmetyki sił na skutek przejścia linii międzypartyjnej nie miała do tamtej pory miejsca.

## Wczesne lata, rodzina i inne fakty
James Jeffords przyszedł na świat jako syn nieżyjących już Marion H. i Olina Jeffordsów. Jego ojciec był prezesem Sądu Najwyższego stanu Vermont. Studiował prawo na dwóch prestiżowych uczelniach amerykańskich (Uniwersytecie Yale, ukończonym w 1956, oraz Uniwersytecie Harvarda, ukończonym w 1962). Do palestry Vermontu przyjęto go w 1962, dzięki czemu mógł rozpocząć własną praktykę adwokacką w rodzinnym Rutland.
Jeffords w latach 1956–1959 służył w amerykańskiej marynarce wojennej. Następnie pozostawał w rezerwie aż do 1990, kiedy to został zwolniony w stopniu komandora.
Był żonaty od 1961 z Elizabeth Daley, z którą miał dwoje dzieci: córkę Laurę i syna Leonarda. Jeffordsowie mieszkali w Shrewsbury.
Senator Jeffords posiadał także czarny pas w taekwondo.

## Kariera polityczna przed wyborem do Kongresu
W 1966 zdobył w wyborach miejsce w stanowym Senacie Vermontu, gdzie zasiadał jedną dwuletnią (1967–1969) kadencję. W 1968 pokonał urzędującego prokuratora generalnego stanu i zajął jego miejsce (piastował tę funkcję w latach 1969–1973).
W 1974 wybrano go jako jedynego reprezentanta (Vermont posiada tam tylko jedno miejsce, ze względu na swój status drugiego najmniej zaludnionego stanu Ameryki) Vermontu w Izbie Reprezentantów Stanów Zjednoczonych, gdzie zasiadał w latach 1975–1989. W tym samym roku w Kongresie zasiadł również, jako jeden z dwóch senatorów stanu, Patrick Leahy, pierwszy demokrata, który zasiadł w nim z ramienia Vermontu i zaledwie drugi jego reprezentant w Kongresie. Dzisiaj Vermont jest właśnie bastionem Partii Demokratycznej.
W czasie swej kariery w Izbie pełnił m.in. funkcję wiceprzewodniczącego Komitetu ds. Pracy i Edukacji (większość mieli demokraci i to oni wystawiali przewodniczącego. Wiceprzewodniczącym jest zawsze najwyższy rangą członek komitetu z partii opozycyjnej, czyli tzw. Ranking Member).

## Senator Stanów Zjednoczonych
W 1988 zgłosił swoją kandydaturę na miejsce w Senacie Stanów Zjednoczonych, po odejściu na emeryturę dotychczas zajmującego to stanowisko Roberta Stafforda. Wybierano go ponownie w 1994 oraz 2000. Jego trzecia sześcioletnia kadencja upłynęła 3 stycznia 2007.

### Bardzo nietypowy republikanin
Jakkolwiek stan Vermont jest tradycyjnie zdominowany pod względem politycznym przez liberałów, to jednak przez szereg lat był nieodmiennie bastionem wpływów coraz bardziej konserwatywnej Partii Republikańskiej (podobnie jak Głębokie Południe popierało demokratów, mimo niezgody na ich coraz bardziej liberalną politykę).
Nic dziwnego, iż wybierając drogę kariery politycznej Jeffords musiał związać się z republikanami. Wielu uważa też, że wstąpił do tej partii ze względu na tradycje rodzinne, a nie własne przekonania, które potem plasowały go na lewicy nawet względem wielu demokratów. Od początku swej kongresowej kariery uchodził za człowieka niezależnego pod względem politycznym. W opinii wielu jest też człowiekiem nieposzlakowanie uczciwym, a także skromnym (faktem jest, iż na początku swej kariery w Kongresie zwykł nocować w mikrobusie zaparkowanym w „złej” dzielnicy Waszyngtonu).
Wielu uważa, iż Jeffords ze swoimi liberalnymi poglądami źle się czuł jako członek reprezentacji senackiej partii, która prowadziła politykę konserwatywną, będąc u władzy. Często wyłamywał się więc z partyjnej dyscypliny, pozostając wszakże jej członkiem, co powodowało liczne ataki konserwatystów, określających go jako republikanina tylko z nazwy.
Oto niektóre przykłady:
- Jako jedyny z prominentnych republikanów poparł program administracji prezydenta Billa Clintona w sprawie ustanowienia systemu publicznych ubezpieczeń zdrowotnych (projekt nie przeszedł).
- Jako jeden z dwóch republikanów głosował przeciwko zatwierdzeniu nominacji Clarence’a Thomasa (zgłoszonej przez prezydenta George’a H.W. Busha (Thomas uznawany jest obecnie za jednego z najbardziej konserwatywnych sędziów Sądu Najwyższego, do którego został jednak zatwierdzony).
- Od samego początku swej kariery, czyli późnych lat 60., opowiadał się za programami ochrony środowiska.
- Głosował za dopuszczeniem marihuany do użytku medycznego w lipcu 2000.
- Niezmiennie popierał prawo kobiet do przerwania ciąży.
- Cały czas sprzeciwiał się instytucji kary śmierci.

### Epokowa zmiana przynależności partyjnej
Zmiana przynależności partyjnej, nawet przez piastujących wysokie stanowiska osoby, nie jest niczym nadzwyczajnym w amerykańskiej polityce i niekoniecznie musi hamować dalsze ich kariery. Oto kilka przykładów:
- Zmiana afiliacji przez liberalnego republikańskiego senatora Wayne’a Morse’a z Oregonu w 1953 (początkowo na niezależnego, a następnie na demokratę). Morse zasiadał w Senacie do 1969 i był jednym z poważnych kandydatów do nominacji prezydenckiej w 1960
- Przejście senatorów demokratycznych Richarda Shelby’ego (Alabama) i Bena Nigthhorse’a Campbella (Kolorado) do Partii Republikańskiej po tym, jak republikanie zyskali w niej większość pod koniec 1994. Campbell odszedł z Senatu w 2005, zaś Shelby zasiada w nim do tej pory
- Przejście Stroma Thurmonda z Partii Demokratycznej do Republikańskiej w 1964. Thurmond zasiadał w Senacie do 2003 i pełnił szereg lat funkcję przewodniczącego pro tempore tej izby
- Przejście Dona Riegle’a, wówczas republikańskiego kongresmena z Michigan do Partii Demokratycznej w 1973. Riegle był potem wpływowym senatorem w latach 1976–1995.

Jeffords był od dawna skonfliktowany, na skutek swych poglądów i udziału w głosowaniach, z kierownictwem partii, ale bardzo długo pozostawał z nią związany.
Po wyborach do Kongresu w 2000 układ sił wyniósł 50-50 senatorów, co jeszcze nigdy nie miało miejsca. W wypadku równego podziału głosów o wyniku decyduje „przełamujący” (tie break) głos wiceprezydenta, który jest nominalnym przewodniczącym Senatu. Od 20 stycznia 2001 był nim republikanin Dick Cheney, co dawało jego partii małą, lecz wystarczającą przewagę.
24 maja 2001 Jeffords ogłosił, iż występuje z Partii Republikańskiej i od tej pory będzie zasiadał w Senacie jako niezależny. Zgłosił też chęć stowarzyszenia z demokratami, co dałoby im przewagę 51 do 49 głosów.
Po raz pierwszy w historii za sprawą zmiany afiliacji przez jednego senatora doszło w czasie kadencji do tak diametralnego układu sił na Kapitolu. Stanowisko lidera większości stracił republikanin Trent Lott (Missisipi), a objął demokrata Tom Daschle (Dakota Południowa). Demokraci objęli też dzięki temu czwarte stanowisko w państwie, czyli przewodniczącego pro tempore. Thurmond zmuszony był przekazać je Robertowi Byrdowi (Wirginia Zachodnia) Demokraci przejęli też przewodnictwo nad komisjami senackimi. Sam Jeffords otrzymał przewodnictwo Komisji ds. Środowiska i Robót Publicznych (które w normalnym wypadku przypadłoby demokracie Harry’emu Reidowi, dzisiejszemu liderowi mniejszości, wówczas wiceprzewodniczącemu komitetu). Jeffords z kolei przekazał kierownictwo komisji Zdrowia, Pracy i Edukacji Tedowi Kennedy’emu (Massachusetts). Jeffords został wówczas jej wiceprzewodniczącym.
Popularne stało się określenie tego wydarzenia jako „Huragan James”.
Stan ten utrzymywał się do stycznia 2003, kiedy republikanie na powrót odzyskali (znamienne, że też za sprawą jednego mandatu) większość.

#### Możliwe motywacje
Decyzja Jeffordsa wywołała wiele kontrowersji i domniemywań na temat jego „rzeczywistych intencji”. Istnieją dwie wersje:
1. Jeffords postąpił zgodnie ze swoimi przekonaniami (akcentowano właśnie jego nieposzlakowaną i niezależną opinię). Kroplą, która przepełniła czarę, była polityka prezydenta Busha, który uchodzi wśród wielu za osobę obojętną na sprawy ochrony środowiska naturalnego, a także niechętną przeznaczaniu nadwyżek z budżetu na takie cele, jak edukacja, na której zawsze senatorowi zależało. Jefford nie widział więc możliwości dalszego pozostania w klubie republikanów
2. Jeffordsowi po prostu tak bardzo zależało na przejściu za tą sprawą do historii i przewodnictwu komisji ds. środowiska, że poważył się na taki krok. Krytykowano go też, sugerując, aby zwrócił pieniądze otrzymane na kampanię w roku 2000 i złożył mandat, aby spróbować sił pod nowym szyldem politycznym w wyborach uzupełniających (jak ówczesny kongresmen, a późniejszy senator Phil Gramm z Teksasu, kiedy porzucił demokratów na rzecz republikanów)

#### Dalsza kariera w Senacie
Już po zmianie przynależności partyjnej Jeffords należał do najbardziej stanowczych krytyków polityki zagranicznej administracji Busha (jako jeden z zaledwie 23 senatorów głosował przeciwko udzieleniu mu zgody na uderzenie na Irak. Pozostałymi 21 byli demokraci i jeden republikanin, Lincoln Chafee z Rhode Island, który przejął po odejściu Jeffordsa opinię najbardziej liberalnego senatora tej partii). Kontynuuje też opozycję wobec polityki wewnętrznej.
We wrześniu 2005 głosował natomiast za nominacją Busha Johna Glovera Robertsa na prezesa Sądu Najwyższego. Zwalczał natomiast nominację Samuela Ality na sędziego SN.

### Odejście
Aczkolwiek szanse ponownego wyboru Jeffordsa do senatu w 2006 jako kandydata niezależnego były bardzo duże, by nie określić ich jako pewnych, ogłosił on w 2004, iż nie będzie się ubiegał o czwartą kadencję. Stwierdził przy tym, iż zmusza go do tego choroba nowotworowa żony i własne coraz słabsze zdrowie. 4 stycznia 2007 zakończył kandecję w Senacie, zastąpił go Bernie Sanders.